# سفيان (ولاية باتنة)
سفيان مدينة وبلدية بدائرة نقاوس ولاية باتنة الجزائرية. تقع جنوب غرب ولاية بلغ عدد سكانها 14327 عام 2008.

## الموقع
- من الشمال: بلدية بومقر
- من الشرق: بلدية أولاد عوف
- من الجنوب: بلدية تيلاطو
- من الغرب: بلدية سقانة[4]